# Téryho chata
Téryho chata (polsky Schronisko Téryego) je druhá nejvýše položená horská chata ve Vysokých Tatrách na Slovensku. Chata se nachází na rozhraní Malé studené doliny a kotliny Pěti spišských ples v nadmořské výšce 2015 m.

## Historie
Téryho chata byla postavena roku 1899 z prostředků Uherského karpatského spolku na popud Edmunda Téryho. Tento lékař z Banské Štiavnice se zasloužil o rozvoj turistiky v Tatrách a chata nese od počátku jeho jméno. Projekt chaty vypracoval architekt Gedeon Majunke.
Více než třicet let to byla nejvýše položená chata ve Vysokých Tatrách, o toto prvenství přišla roku 1933 po výstavbě Chaty pod Rysy. V roce 1936 přešla na celoroční provoz. Téryho chata byla také několikrát rekonstruována, největší rekonstrukcí prošla v letech 1979-82.
V průběhu své existence chata vystřídala řadu správců, mezi jinými zde působili horolezec Štefan Zamkovský nebo spisovatel Belo Kapolka. V roce 1944 chatu spravovali slovenští vysokoškolští studenti. Ti tu během SNP ukrývali polské odbojáře a ruské uprchlíky ze zajateckých táborů.
Chataři na Téryho chatě:
1. Ján Adriáni 1899 - 1910
2. Gustáv Barč 1915 - ?
3. Július Tardík 1928
4. Karol Kern 1928 - 1938
5. Ján Kacián 1938
6. Štefan Zamkovský 1938 -  ?
7. Ondrej Krasuľa  ?
8. Alo Huba  ?
9. Rudolf Mašlonka a Rudolf Kacián 1945 - 1948
10. Vladimír Šimo 1949 - ?
11. Julius Parák  ? - 1951
12. Karol Danajovič 1951
13. Jozef Stolár 1952
14. Jaroslav Sláma 1953 - 1958
15. Miroslav Jílek starší 1958 - 1963
16. František Skopík 1964 - 1967
17. Michal Legutky 1967 - 1971
18. Ondrej Šimko 1971 - 1973
19. Belo Kapolka 1973 - 1994
20. Viola Kapolková 1994
21. Miroslav Jílek a Františka Kriššáková 1994 - 2014
22. Peter Michalka od 2014

## Přístup
Malou studenou dolinou prochází zelená turistická značka.
- Tatranská Javorina → Sedielko 5:00 h → Téryho chata 1:35 h (celkem 6:35 h).
- Zamkovského chata → Téryho chata 2:00 h přičemž k Zamkovského chatě se lze dostat různými variantami například z Tatranské Lomnice přes Skalnaté pleso, nebo ze Starého Smokovce přes středisko Hrebienok. Cesta přes středisko Hrebienok je jediná povolená v zimním období, kdy platí uzávěr turistických chodníků ve Vysokých Tatrách.

U Téryho chaty také začíná žlutá značka  vedoucí přes Priečne sedlo do Velké Studené doliny. Dříve byla tato trasa jednosměrná a pro cestu k chatě dle návštěvního řádu TANAPu nevyužitelná, nyní lze dojít na Téryho chatu i od Velké Studené doliny.